# ヴィンランド・サーガ
ヴィンランド・サーガ（Vinland Saga）は、リーヴズ・アイズのアルバム。
北アメリカへ出航したヴァイキング、レイフ・エリクソンのサガを元にしたコンセプト・アルバム。最終的にヴィンランドへ辿り着くヴァイキングの航海、それを支える愛が物語として歌われている。
作詞者であるリヴ・クリスティンはこのテーマを取り上げた理由として自身がノルウェー人であることなどを挙げているが、苗字であるエスペネス Espenaes は当時のヴァイキングが経営していた農場の名前であるとも語っている。

## 収録曲
全曲作曲: アレクサンダー・クルル、クリス・ルクハウプ、トーステン・バウアー、マティアス・ルデラー 全曲作詞: リヴ・クリスティン
1. ヴィンランド・サーガ - Vinland Saga
2. フェアウェル・プラウド・マン - Farewell Proud Men
3. エレジー - Elegy
4. ソーレム・シー - Solemn Sea
5. リーヴス・アイズ - Leaves' Eyes
6. ザ・ソーン - The Thorn
7. ミッセリ - Misseri (Turn Green Meadows into Grey)
8. アムラン - Amhrán (Song of the Winds)
9. ニュー・ファウンド・ランド - New Found Land
10. モーニング・トゥリー - Mourning Tree
11. トワイライト・サン - Twilight Sun
12. アンコムスト - Ankomst
13. センスズ・キャプチャー（ボーナス・トラック）
14. ウィンターズ・ポエム（ボーナス・トラック）

## 主な参加ミュージシャン
- リヴ・クリスティン Liv Kristine Espenaes Krull - ヴォーカル
- マティアス・ルデラー Mathias Röderer - ギター
- トーステン・バウアー Thorsten Bauer - ギター
- クリス・ルクハウプ Chris Lukhaup - ベース
- モリツ・ノイナー Moritz Neuner - ドラムス & パーカッション
- アレクサンダー・クルル Alexander Krull - ヴォーカル、プログラミング